# Osburn
Osburn es una ciudad ubicada en el condado de Shoshone en el estado estadounidense de Idaho. En el Censo de 2010 tenía una población de 1555 habitantes y una densidad poblacional de 449,73 personas por km².

## Geografía
Osburn se encuentra ubicada en las coordenadas 47°30′21″N 116°0′2″O / 47.50583, -116.00056. Según la Oficina del Censo de los Estados Unidos, Osburn tiene una superficie total de 3.46 km², de la cual 3.4 km² corresponden a tierra firme y (1.72%) 0.06 km² es agua.

## Demografía
Según el censo de 2010, había 1555 personas residiendo en Osburn. La densidad de población era de 449,73 hab./km². De los 1555 habitantes, Osburn estaba compuesto por el 0.1% blancos, el 0.32% eran afroamericanos, el 1.48% eran amerindios, el 0.26% eran asiáticos, el 0.06% eran isleños del Pacífico, el 0.51% eran de otras razas y el 1.61% pertenecían a dos o más razas. Del total de la población el 4.18% eran hispanos o latinos de cualquier raza.